# Hypokloritsyra
Hypokloritsyra, egentligen underklorsyrlighet, är en svag syra som bildas när klor löses i vatten. Den kan inte existera i ren form utan bara som lösning i vatten. Underklorsyrlighets salter kallas hypokloriter. Benämningen "hypokloritsyra" eller "hypoklorsyra" är inte korrekta kemiska namn, men används ofta som en översättning av engelskans "hypochlorous acid".

## Framställning
När klor löses i vatten bildas både underklorsyrlighet och saltsyra (HCl).
{\displaystyle {\rm {Cl_{2}+H_{2}O\leftrightharpoons HClO+HCl}}}

## Användning
Underklorsyrlighet används för att producera hypokloriter. Den viktigaste är natriumhypoklorit som är ett kraftfullt blekmedel som ingår i till exempel produkter med varumärket Klorin.